# 崇德天皇
崇德天皇（日语：／ Sutoku Tennō；1119年7月7日—1164年9月14日），日本第75代天皇（1123年2月25日—1142年1月5日在位）。諱顯仁（日语：／ Akihito）。退位後稱新院、讚岐院。他是鳥羽天皇的皇子、母為藤原公實女中宮璋子（待賢門院）。

## 略歷

### 幼帝
元永2年（1119年）5月28日出生，6月19日受封親王。由於顯仁母親藤原璋子與鳥羽天皇的祖父白河天皇過從甚密，野史相傳顯仁真正的父親是白河天皇。
保安5年（1123年）正月28日，5歲的顯仁親王被立為皇太子，同日鳥羽天皇讓位給了他，2月19日正式即位，是為崇德天皇。大治4年（1129年），關白藤原忠通的長女聖子（皇嘉門院）進入宮中。同年7月7日，白河法皇逝世，鳥羽上皇開設院政。翌年（1130年）藤原聖子被冊立為中宮。崇德天皇與聖子關係非常好，但二人沒有生育。保延6年（1140年）9月2日，崇德天皇的女房兵衛佐局為天皇生下了第一皇子重仁親王，這引起了聖子和父親藤原忠通的不快。這就是爲什麽忠通在後來的保元之亂中敵視崇德上皇和重仁親王的原因。
鳥羽法皇在開設院政期間，寵幸藤原得子（美福門院），因此在永治元年（1141年）12月7日脅迫崇德天皇退位，由得子所生的體仁親王即位，是為近衛天皇。體仁親王被崇德天皇的中宮藤原聖子育為養子，稱皇太子；但讓位詔書中卻稱作皇太弟。（《愚管抄》）由於繼位的新君是異母弟而非養子，崇德天皇認為未來開設院政是不可能的事，因此對此事耿耿於懷。崇德上皇被遷往鳥羽田中殿居住，人稱新院。

### 沒有實權的上皇
崇德天皇自在位以來頻繁舉辦和歌的歌會，退位成為上皇之後更是完全沉迷在了和歌的世界裏，撰寫了《久安百首》、《詞花和歌集》等歌集。而鳥羽法皇也非常熱衷於和歌，法皇表面上讚揚崇德上皇對和歌的貢獻，讓美福門院收重仁親王為養子。
久壽2年（1155年）7月24日，體弱多病的近衛天皇駕崩，朝廷召開會議討論繼位的人選。本來確定由重仁親王為新君，但由於藤原忠通的極力反對，決定改立美福門院的另一個養子守仁親王繼位。但是守仁親王年幼，最終由守仁親王的生父雅仁親王登上皇位，是為後白河天皇。崇德上皇建立院政的願望徹底破滅。

### 保元之亂
保元元年（1156年）5月，鳥羽法皇病倒，7月2日申時駕崩。崇德上皇在其臨終前曾前往探望，但被法皇身邊的寵臣藤原惟方逐出，崇德上皇憤怒地返回鳥羽田中殿。鳥羽法皇的駕崩使崇德上皇和後白河天皇之間的矛盾激化，京都風傳崇德上皇將要勾結藤原賴長等人謀反，因此後白河天皇在7月8日下令沒收賴長及其父親藤原忠實的莊園；同時派藏人高階俊成和武士源義朝闖入藤原賴長的官邸。次日崇德上皇和藤原賴長糾集了自己的勢力藤原教長、平忠正、平家弘、源為義、源為朝等部，在鳥羽田中殿集結。崇德上皇方面的勢力較為弱小，因此源义朝、平清盛等人投入了後白河天皇的陣營，重仁親王乳母池禪尼的兒子平賴盛也投奔了天皇陣營。後白河天皇於11日黎明時分襲擊了崇德上皇所居住的鳥羽北殿，崇德上皇逃出御所。

### 配流讚岐
13日，崇德上皇逃入仁和寺，投奔同母弟覺性法親王。但覺性卻將其逮捕，關押在寬遍法務的舊房裏，由源重成看押。23日，崇德在數十名武士的押解下乘船流放讚岐國，時人稱之為讚岐院。天皇和上皇被流放外地，自764年藤原仲麻呂之亂淳仁天皇流放淡路以來這是首次。此後崇德上皇再也沒有回到京都，8年後在讚岐國駕崩，享年46歲。一說是被三木近安暗殺。

### 流亡後的生活
根據《保元物語》記載，崇德上皇到達讚岐國之後，過著軟禁的生活。其間，他投身於佛教信仰之中，發願往生極樂世界，抄寫了五部大乘經（法華經、華嚴經、涅槃經、大集經、大品般若經）並上獻京都──關於此點，又有用墨抄寫、用血抄寫兩種版本的說法。後白河天皇懷疑這是來自崇德的詛咒，拒絕接受這些抄寫的經書，將之退還了回去。此後，崇德上皇對後白河天皇恨之入骨。傳說上皇將所抄寫的佛經全部沈入海中，併發下毒誓——據《國史略》載，其發願「願為大魔王，擾亂天下。以五部大乘經，迴向惡道。」另《保元物語》載，「願為日本之大魔緣，擾亂天下。取民為皇，取皇為民。」崇德自此不食不修，憤懣而死，死狀猶如夜叉。崇德死後，亂世相仍不止，後世以崇德為日本三大怨靈（菅原道真、平将門、崇德天皇化身的大天狗）之一。

## 怨靈傳說
保元之亂後，崇德上皇被當作罪人。在崇德上皇的死訊傳到京都之後，後白河法皇不給他行國葬和國喪，「付國司行彼葬禮，自公家無其沙汰」（《皇代記》）。後來安元2年（1176年），建春門院、高松院、六條院、九條院相繼死去，而這些都是與後白河法皇和藤原忠通親近的人。次年，日本在一年之間發生了大量災異和事件，如延曆寺强诉、安元大火、鹿谷陰謀事件等。朝廷認為是讚岐院和藤原賴長的怨靈作祟，因此在8月3日諡讚岐院為崇德天皇，同時追贈藤原賴長正一位太政大臣的官位。
壽永3年（1184年）4月15日，後白河法皇為了鎮壓崇德天皇的怨靈，在保元之亂的古戰場（鴨川東岸，春日河原）設立崇德院廟（後改為粟田宮）。
明治天皇即位之際，遣使到讚岐，將崇德天皇之靈迎回京都並創建白峯神宮。

## 家族
- 父：鳥羽天皇
- 母：藤原璋子

- 中宮：藤原聖子（皇嘉門院）：藤原忠通之女

- 皇子：
  - 兵衛佐局（日语：兵衛佐局）：源行宗（日语：源行宗）養女
    - 重仁親王（1140-1162）

  - 三河權守：源師經之女

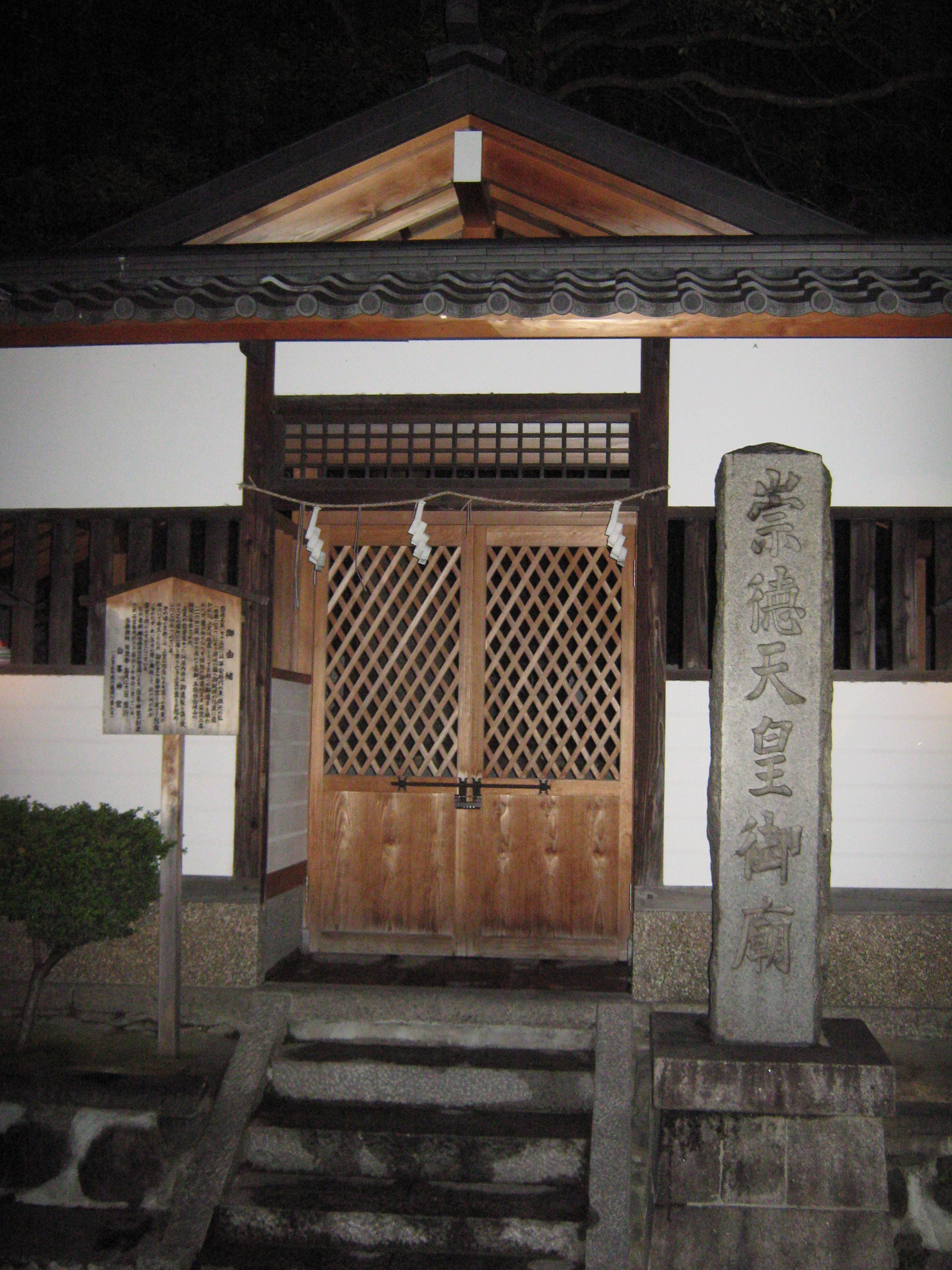
崇德天皇御廟

    - 覺惠（日语：覚恵 (真言宗)）（1151-1184，元性）

  - 鳥丸局

## 關連項目
- 崇德院 (落語)
- 金刀比羅宮
- 白峯神宮
- 白峰宮
- 天皇寺
- 白峯寺
- 怨灵・御靈信仰

| 前任： 鳥羽天皇 | 日本天皇 | 繼任： 近衛天皇 |